# Nuevo Progreso, Tabasco
Nuevo Progreso är en ort i Mexiko.   Den ligger i kommunen Huimanguillo och delstaten Tabasco, i den sydöstra delen av landet, 600 km öster om huvudstaden Mexico City. Nuevo Progreso ligger 32 meter över havet och antalet invånare är 161.
Terrängen runt Nuevo Progreso är mycket platt. Runt Nuevo Progreso är det ganska glesbefolkat, med 45 invånare per kvadratkilometer. Närmaste större samhälle är Poblado C-33 20 de Noviembre, 17,7 km nordost om Nuevo Progreso. Trakten runt Nuevo Progreso består till största delen av jordbruksmark.